# Piotr Warzecha
Piotr Warzecha (ur. 10 marca 1941 w Łagiewnikach, zm. 20 sierpnia 2015 w Chorzowie) – polski kompozytor, dyrygent i pedagog, profesor zwyczajny.

## Biografia
Piotr Warzecha urodził się w Łagiewnikach (obecnie dzielnica Bytomia) 10 marca 1941 roku. Studiował w Państwowej Wyższej Szkole Muzycznej w Katowicach u Bolesława Szabelskiego i Karola Stryji. Obie klasy ukończył z wyróżnieniem. W latach 1972–1978 był dyrygentem Orkiestry Symfonicznej Filharmonii Śląskiej w Katowicach, w latach 1984–1990 Orkiestry Symfonicznej Filharmonii w Częstochowie, a także Opery Śląskiej w Bytomiu w latach 1990–2011. Dyrygent nagrywał z Wielką Orkiestrą Symfoniczną Polskiego Radia i Telewizji oraz Orkiestrą Polskiego Radia w Krakowie. Pracował jako pedagog w Akademii Muzycznej w Katowicach. W latach 1984–1990 był dziekanem Wydziału Jazzu i Muzyki Rozrywkowej. Prowadził zajęcia z kompozycji, dyrygentury i instrumentacji na Wydziale Kompozycji, Teorii i Edukacji Muzycznej. Zmarł w Chorzowie 20 sierpnia 2015 roku.

## Wybrane kompozycje na orkiestrę symfoniczną
- Impresje (1964)
- Variabilité (1965)
- Ewolucje (1966)
- Przenikanie (1967)
- Ripetizioni (1969)
- Arcades (1970)[6]
- Koncert na orkiestrę (1972)

## Nagrody i wyróżnienia
Kompozytor był wielokrotnie nagradzany:
- 1966 – I nagroda na Konkursie Młodych ZKP
- 1966 oraz 1978 – I nagroda na Konkursie im. G. Fitelberga
- 1972 oraz 1982 – I nagroda na Konkursie Kompozytorskim im. A. Malawskiego
- 1979 – II nagroda na konkursie Redakcji Muzyki Współczesnej Polskiego Radia
- 1980 – II nagroda na Międzynarodowym Konkursie Kompozytorskim im. H. Wieniawskiego[7]
- 1982 oraz 1983 – II nagroda na Międzynarodowym Konkursie „Premio Musicale Città di Trieste”
- 2010 – Nagroda Prezydenta Bytomia w dziedzinie kultury – MUZA